# Villadiego
Villadiego és un municipi de la província de Burgos, a la comunitat autònoma de Castella i Lleó. Limita amb Humada, Basconcillos del Tozo, Úrbel del Castillo al nord; Huérmeces a l'est; Las Hormazas, Tobar, Manciles, Pedrosa del Páramo, Villegas, Sordillos i Villamayor de Treviño al sud; Sotresgudo a l'oest.

## Àmbit territorial

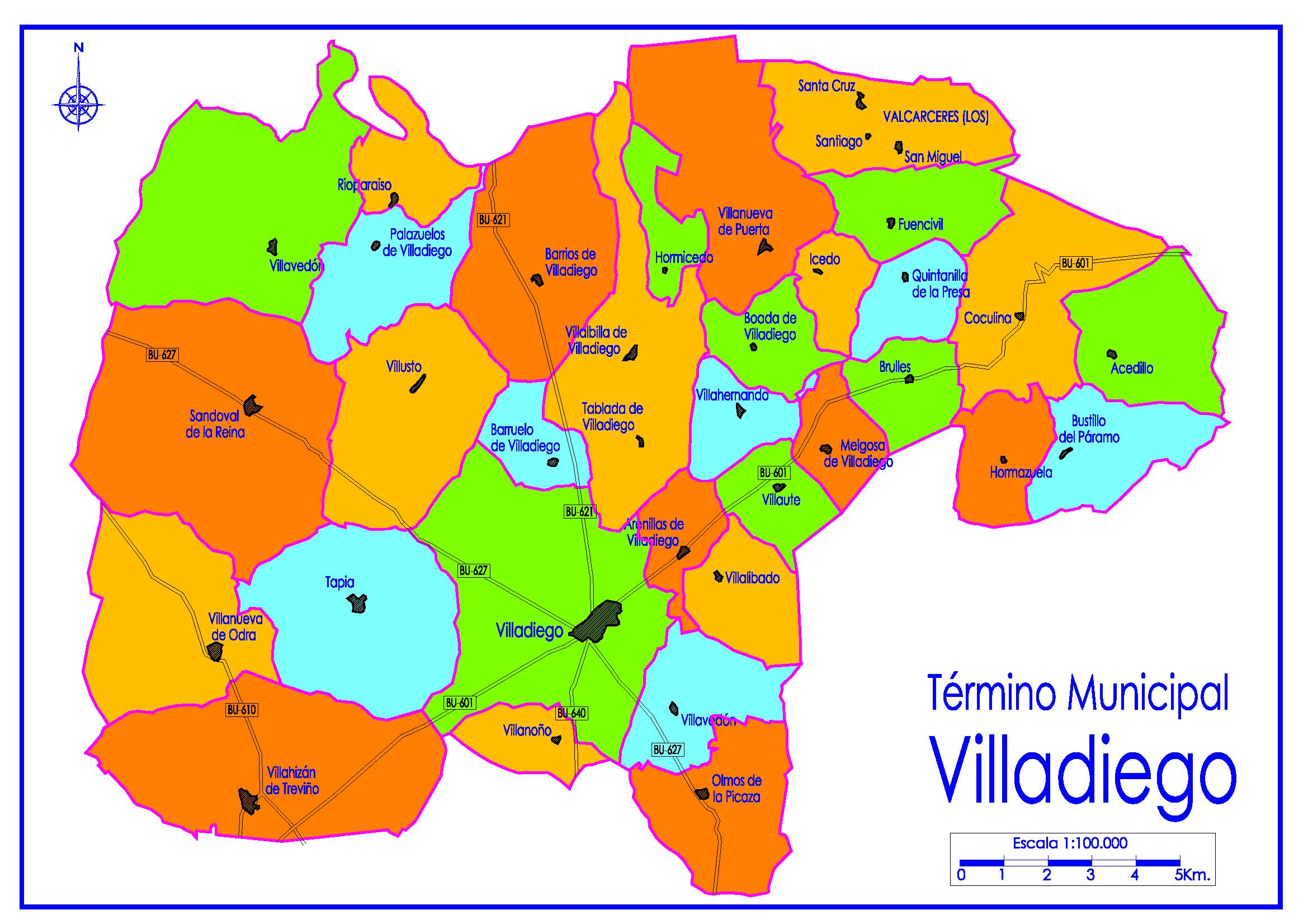
Terme municipal de Villadiego.

## Demografia
| Any       | 1987  | 1991  | 1995  | 1999  | 2003  | 2005  | 2007  |
| --------- | ----- | ----- | ----- | ----- | ----- | ----- | ----- |
| Habitants | 2.724 | 2.541 | 2.316 | 2.050 | 1.959 | 1.868 | 1.834 |

## Divisió administrativa
Comprèn els nuclis de:
- Acedillo
- Arenillas
- Barrios
- Barruelo
- Boada
- Brullés
- Bustillo del Páramo
- Castromorca
- Coculina
- Fuencivil
- Hormazuela
- Hormicedo
- Icedo
- Los Valcárceres
- Melgosa
- Olmos
- Palazuelos
- Quintanilla
- Rioparaiso
- San Miguel
- Sandoval
- Santa Cruz
- Santiago
- Tablada
- Tapia
- Villadiego
- Villahernando
- Villahizán
- Villabilla
- Villalibado
- Villanoño
- Villanueva de Odra
- Villanueva de Puerta
- Villaute
- Villavedón
- Villusto